# Gmina Qerret
Gmina Qerret (alb. Komuna Qerret) – gmina położona w północno-zachodniej części kraju. Administracyjnie należy do okręgu Puka w obwodzie Szkodra. Jej powierzchnia wynosi 23071 ha. W 2012 roku populacja wynosiła 3308 mieszkańców. 
W skład gminy wchodzi dziewięciu miejscowości: Qerret, Luf, Dush, Karmë, Kçirë, Luf-Plan, Korthpulë, Kaftallë, Gomsiqe, Vrith, Plet.